# Hvězdy týmu
Hvězdy týmu (v anglickém originále Playmakers) je americký televizní seriál o týmu Cougars hrající americký fotbal v NFL, který premiérově vysílala stanice ESPN v roce 2003. Seriál odhaluje zákulisí profesionálního sportu, síly peněz a skutečné moci. 
Zápletka pojednává o příběhu trenéra a majitele týmu, který má poslední a rozhodující slovo při potvrzení soupisky hráčů, kteří budou hrát. I přes odpor trenéra jsou do hry nasazováni hráči jen proto, že jsou hvězdy v oboru a jejich hra přináší týmu další finanční prostředky. Hráč Demetrius Harris má problémy s drogami a i přes to je majitelem týmu nasazen do hry.

## Obsazení
- Hlavní trenér Mike George (Tony Denison)
- Runningback Demetrius Harris (Omar Gooding)
- Runningback Leon Taylor (Russell Hornsby)
- Middle Linebacker Eric Olczyk (Jason Matthew Smith)
- Offensive Tackle Kelvin James (Marcello Thedford)
- Quarterback Derek McConnell (Christopher Wiehl)

## Seznam dílů
| Č. v seriálu | Původní název       | Český název | Režie            | Scénář                                      | Premiéra v USA     | Premiéra v ČR |
| ------------ | ------------------- | ----------- | ---------------- | ------------------------------------------- | ------------------ | ------------- |
| 1            | Game Day            |             | Scott Brazil     | John Eisendrath                             | 26. srpna 2003     | bude oznámeno |
| 2            | The Piss Man        |             | T.J. Scott       | John Eisendrath                             | 2. září 2003       | bude oznámeno |
| 3            | The Choice (Part 1) |             | Brad Turner      | Stephen Hootstein                           | 9. září 2003       | bude oznámeno |
| 4            | The Choice (Part 2) |             | Bruce McDonald   | Peter Egan                                  | 16. září 2003      | bude oznámeno |
| 5            | Halftime            |             | John Fawcett     | Edwin Eisendrath                            | 23. září 2003      | bude oznámeno |
| 6            | Man in Motion       |             | Terry Ingram     | Michael Angeli                              | 30. září 2003      | bude oznámeno |
| 7            | Talk Radio          |             | Ken Girotti      | Charles D. Holland                          | 7. října 2003      | bude oznámeno |
| 8            | Down and Distance   |             | John Bell        | Craig Sweeny                                | 14. října 2003     | bude oznámeno |
| 9            | The Outing          |             | Chris Grismer    | Peter Egan, Stephen Hootsein a Craig Sweeny | 28. října 2003     | bude oznámeno |
| 10           | Tenth of a Second   |             | Stephen Williams | Michael Angeli                              | 4. listopadu 2003  | bude oznámeno |
| 11           | Week 17             |             | T.J. Scott       | John Eisendrath                             | 11. listopadu 2003 | bude oznámeno |